# Arquebuse-Klasse
Die Arquebuse-Klasse war eine Klasse französischer Zerstörer, die insgesamt zwanzig Einheiten umfasste. Die Arquebuse-Klasse gehörte zur sogenannten 300t-Klasse, welche zusammen mit der Durandal-Klasse, der Framée-Klasse, der Rochefortais-Klasse, der Claymore-Klasse und der Branlebas-Klasse 55 Einheiten umfasste.

## Baugeschichte
Zwischen 1900 und 1904 wurden insgesamt 20 Schiffe der Arquebuse-Klasse in Auftrag gegeben.

## Maschinenanlage
Die Antriebsanlage der Arquebuse-Klasse bestand aus zwei Normand-Dampfkessel und zwei Dreifach-Expansions-Dampfmaschinen. Diese trieben über zwei Antriebswellen die beiden Schrauben an. Die Maschinen leisteten 6.300 WPS. Damit konnte eine Geschwindigkeit von 28 kn (etwa 66 km/h) erreicht werden.

## Bewaffnung
Die Bewaffnung der Arquebuse-Klasse bestand bei Indienststellung aus einem 6,5-cm-Geschütz Modell 1891 und sechs 4,7-cm-Hotchkiss-Kanonen. Dazu kamen noch zwei Torpedorohre für 38,0-cm-Torpedos. 1915 wurden die beiden hinteren Hotchkiss-Geschütze zu Luftabwehrgeschützen mit gleichem Kaliber umgerüstet. 1916 wurde das 6,5-cm-Geschütz gegen ein 7,5-cm-Geschütz Modell 1897 ausgetauscht. Des Weiteren wurde die erste U-Jagd-Bewaffnung, ein Wasserbombenwerfer für sechs bis zwölf Wasserbomben, eingebaut. Einige Schiffe bekamen 1918 zusätzlich ein 8-mm-Maschinengewehr zur Luftabwehr. 1919 wurde der uneffektive Wasserbombenwerfer wieder ausgebaut.

## Einheiten
| Name                                      | Bauwerft                                                 | Kiellegung       | Stapellauf         | Indienststellung  | Verbleib                                                                                 |
| Arquebuse-Klasse                          | Arquebuse-Klasse                                         | Arquebuse-Klasse | Arquebuse-Klasse   | Arquebuse-Klasse  | Arquebuse-Klasse                                                                         |
| ----------------------------------------- | -------------------------------------------------------- | ---------------- | ------------------ | ----------------- | ---------------------------------------------------------------------------------------- |
| M12 Carabine (deutsch: Karabiner)         | Arsenal de Rochefort, Rochefort                          | Mai 1901         | 21. Juli 1902      | Oktober 1903      | Am 8. Januar 1919 aus der Flottenliste gestrichen.                                       |
| M 13 Sarbacane (deutsch: Blasrohr)        | Arsenal de Rochefort, Rochefort                          | Mai 1901         | 12. März 1903      | November 1903     | Am 1. Oktober 1920 aus der Flottenliste gestrichen.                                      |
| M 22 Francisque (deutsch: Franziska)      | Arsenal de Rochefort, Rochefort                          | 1902             | 2. März 1904       | 5. August 1904    | Am 4. April 1921 aus der Flottenliste gestrichen.                                        |
| M 23 Sabre (deutsch: Säbel)               | Arsenal de Rochefort, Rochefort                          | 1902             | 15. April 1904     | September 1904    | Am 5. Januar 1921 aus der Flottenliste gestrichen.                                       |
| M 14 Arquebuse (deutsch: Arkebuse)        | Chantier Augustin Normand, Le Havre                      | Mai 1901         | 15. November 1902  | Juni 1903         | Am 10. Mai 1920 aus der Flottenliste gestrichen.                                         |
| M 15 Arbalète (deutsch: Armbrust)         | Chantier Augustin Normand, Le Havre                      | Mai 1901         | 18. April 1903     | Mai 1901          | Am 21. Juni 1920 aus der Flottenliste gestrichen.                                        |
| M 16 Mousquet (deutsch: Muskete)          | Chantiers de la Loire, Nantes                            | November 1900    | 7. August 1902     | Juni 1903         | Am 28. Oktober 1914 von deutschen Kleinen Kreuzer Emden versenkt.                        |
| M 17 Javeline (deutsch: Wurfspeer)        | Chantiers de la Loire, Nantes                            | November 1900    | 15. Oktober 1902   | März 1904         | Am 12. Januar 1920 aus der Flottenliste gestrichen.                                      |
| M 28 Pistolet (deutsch: Pistole)          | Chantiers de la Loire, Nantes                            | September 1901   | 29. Mai 1903       | September 1903    | Am 19. Januar 1919 aus der Flottenliste gestrichen.                                      |
| M 29 Bélier (deutsch: Widder)             | Chantiers de la Loire, Nantes                            | September 1901   | 23. Mai 1903       | April 1904        | Am 25. Januar 1921 aus der Flottenliste gestrichen.                                      |
| M 19 Sagaie (deutsch: Assegai)            | Forges et Chantiers de la Méditerranée, La Seyne-sur-Mer | 1901             | 15. November 1902  | August 1903       | Am 1. Oktober 1920 aus der Flottenliste gestrichen.                                      |
| M 19 Epieu (deutsch: Saufeder)            | Forges et Chantiers de la Méditerranée, La Seyne-sur-Mer | 1901             | 17. Januar 1903    | Juli 1903         | Am 28. Januar 1921 aus der Flottenliste gestrichen.                                      |
| M 30 Catapulte (deutsch: Katapult)        | Forges et Chantiers de la Méditerranée, La Seyne-sur-Mer | September 1901   | 1. April 1903      | Juni 1904         | Am 18. Mai 1918 vor Biserta nach Kollision mit dem britischen Dampfer Warrimoo gesunken. |
| M 31 Bombarde (deutsch: Bombarde)         | Forges et Chantiers de la Méditerranée, La Seyne-sur-Mer | 6. Dezember 1901 | 26. Juni 1903      | 26. November 1903 | Am 10. Mai 1920 aus der Flottenliste gestrichen.                                         |
| M 20 Harpon (deutsch: Harpune)            | Forges et Chantiers de la Gironde, Bordeaux              | November 1900    | 22. Oktober 1902   | Juli 1903         | Am 5. März 1921 aus der Flottenliste gestrichen.                                         |
| M 21 Fronde (deutsch: Schleuder)          | Forges et Chantiers de la Gironde, Bordeaux              | Januar 1901      | 17. Dezember 1902  | April 1903        | Am 30. Oktober 1919 aus der Flottenliste gestrichen.                                     |
| M 24 Dard (deutsch: Darts)                | Ateliers et Chantiers de Penhoët, Rouen                  | 1901             | 10. September 1903 | Dezember 1903     | Am 3. April 1919 aus der Flottenliste gestrichen.                                        |
| M 25 Baliste (deutsch: Balliste)          | Ateliers et Chantiers de Penhoët, Rouen                  | 1901             | 22. Oktober 1903   | Juni 1904         | Am 30. Oktober 1919 aus der Flottenliste gestrichen.                                     |
| M 26 Mousqueton (deutsch: Karabinerhaken) | Etablissements Schneider, Chalon-sur-Saône               | 1901             | 4. November 1902   | August 1904       | Am 10. Mai 1920 aus der Flottenliste gestrichen.                                         |
| M 27 Arc (deutsch: Bogen)                 | Etablissements Schneider, Chalon-sur-Saône               | 1901             | 24. Dezember 1902  | Juli 1904         | Am 1. Oktober 1920 aus der Flottenliste gestrichen.                                      |